# Scherp (lied)
Scherp is een lied van de Nederlandse rapper Ashafar in samenwerking met rapper Kevin. Het werd in 2019 als single uitgebracht en stond in hetzelfde jaar als vierde track op het album La vie van Ashafar. 

## Achtergrond
Scherp is geschreven door Zakaria Abouazzaoui, Kevin de Gier, Bryan du Chatenier en Galeyn Tenhaeff en geproduceerd door Trobi. Het is een nummer uit het genre nederhop. In het lied rappen de artiesten over dat zij ondanks dat zij zelf geen criminele handelingen verrichten, toch alert blijven voor de politie, voor haters en voor criminelen. Op de B-kant van de single is een instrumentale versie van het lied te vinden. 

## Hitnoteringen
De artiesten hadden succes met het lied in de hitlijsten van het Nederlands taalgebied. Het piekte op de zestiende plaats van de Single Top 100 en stond zes weken in deze hitlijst. De Top 40 werd niet bereikt; het lied bleef steken op de elfde positie van de Tipparade. Ook in Vlaanderen was er geen notering in de Vlaamse Ultratop 50. Het kwam hier tot de 31e plek van de Ultratip 100.